# Jan I van Foix-Grailly
Jan I van Foix-Grailly (circa 1382 - Mazères, 4 mei 1436) was van 1428 tot aan zijn dood graaf van Foix, burggraaf van Béarn en co-vorst van Andorra. Hij behoorde tot het huis Foix.

## Levensloop
Jan I was de zoon van Archimbald van Grailly en gravin Isabella van Foix. In 1398 volgde zijn moeder haar broer Matheus op als gravin van Foix. 
Isabella was de dochter van burggraaf Rogier Bernard V van Castelbon en diens echtgenote Gerauda van Navailles. In 1381 huwde ze met Archimbald van Grailly. De Franse kroon weigerde echter deze erfopvolging te erkennen, omdat de familie van zijn vader Archimbald de Engelsen had gesteund tijdens de Honderdjarige Oorlog. Koning Karel VI van Frankrijk wilde niet dat Foix onder de invloed van Engeland zou geraken, waarna een koninklijk leger Foix binnenviel en grote stukken van het graafschap bezette. Hierdoor moesten Isabella en Archimbald zich onderwerpen aan de Franse kroon en op 13 mei 1399 werd het verdrag van Tarbes gesloten. Hierbij werd Isabella erkend als gravin van Foix op voorwaarde dat Archimbald zijn alliantie met de Engelsen zou beëindigen en Jan en een van zijn jongere broers voor een opleiding naar het koninklijk hof werden gestuurd.
Op 24 april 1406 werd Jan door de Franse koning erkend als erfopvolger van het graafschap Foix en hij was in die periode ook betrokken bij verschillende militaire operaties tegen de Engelsen: het beleg van Bordeaux in 1404-1405 en de slag bij Blaye in 1406. In 1409 begeleidde Jan koning Martinus I van Aragón bij diens expeditie in Sardinië tegen de Republiek Genua en hij vocht op 30 mei mee in de slag bij Sanluri. Na de expeditie keerde Jan in september 1409 terug naar Foix.
Toen koning Martinus in 1410 stierf zonder mannelijke nakomelingen, waren er twee kandidaten voor de erfopvolging in Aragón: Ferdinand van Castilië, een neef van Martinus, en Lodewijk II van Anjou, gehuwd met Yolande van Aragón, dochter van koning Johan I van Aragón, broer en voorganger van Martinus. De weduwe van Johan I, Yolande van Bar, beloofde in een brief aan Jan op 20 januari 1411 de teruggave van Rosanes en Martorell (deel van de geconfisqueerde landerijen van zijn oom Matheus) als haar dochter Yolande en Lodewijk II van Anjou op de troon zou geraken. Hierdoor stuurde Jan troepen naar Yolande en Lodewijk II die hen moesten helpen met hun claim, maar uiteindelijk werd Ferdinand de nieuwe koning van Aragón nadat op 25 juni 1412 het Compromis van Caspe werd gesloten. Jan was tevens in staat om zijn verloren gebieden terug te winnen door te huwen met Johanna van Urgell, een kleindochter van koning Peter IV van Aragón. Tijdens zijn bewind vocht Jan aan de zijde van Aragón tegen het koninkrijk Castilië en ook steunde hij zijn broer Peter, de aartsbisschop van Arles, om een opstand in Aragón neer te slaan.
In 1412 stierf Jans vader Archimbald, waarna Jan samen met zijn moeder medegraaf werd van Foix. Na de dood van zijn moeder in 1428 nam Jan de controle over het graafschap Foix volledig over. Tijdens de Honderdjarige Oorlog steunde Jan de ene maal Engeland en de andere maal Frankrijk, meestal met het oog op persoonlijk gewin: zo koos hij meestal de partij die hem op dat moment de meeste politieke en economische voordelen kon bieden. Als heerser van een Pyreneeënvorstendom nam hij echter voornamelijk een neutraal standpunt in tijdens de Honderdjarige Oorlog. 
In 1415 werd Jan graaf van Bigorre nadat hij een akkoord had gesloten met graaf Bernard VII van Armagnac. Op 18 november 1425 werd hij door de Franse koning officieel erkend als graaf van Bigorre, wat de nieuwe positie van Jan definitief stabiliseerde. In 1416 werd hij door de Franse koning benoemd tot gouverneur van de Dauphiné en in 1425 werd hij benoemd tot gouverneur van de Languedoc en ontving hij het burggraafschap Lautrec. Ook kocht Jan het burggraafschap Villemur.
Hoewel Jan I op dat moment met de Fransen geallieerd was in de Honderdjarige Oorlog, vocht hij in 1415 niet mee in de belangrijke Slag bij Azincourt, waarbij het Franse leger een verpletterende nederlaag leed tegen de Engelsen onder leiding van koning Hendrik V. Jans broer Archimbald sneuvelde tijdens deze veldslag.
In 1436 stierf Jan, waarna hij werd bijgezet in de Abdij van Boulbonne.

## Huwelijken en nakomelingen
In 1402 huwde hij met Johanna (1382-1413), dochter en erfgename van koning Karel III van Navarra. Het doel van dit huwelijk was om een personele unie te creëren tussen Foix en Navarra, maar dit plan ging niet door. Het huwelijk bleef kinderloos en Johanna stierf in 1413 nog voor ze koningin werd.
In 1422 hertrouwde Jan met Johanna (1403-1433), dochter van Karel I van Albret, mede-aanvoerder in de Slag bij Azincourt. Ze kregen twee kinderen:
- Gaston IV (1422-1472), graaf van Foix
- Peter (overleden in 1454), burggraaf van Lautrec

Na de dood van zijn tweede echtgenote hertrouwde hij in 1436 met Johanna (1415-1445), dochter van graaf Jacobus II van Urgell. Dit huwelijk bleef kinderloos.
Ook had hij vier buitenechtelijke kinderen:
- Isabella (overleden in 1486), huwde in 1443 met baron Bernard van Cauda
- Bernard, heer van Gerderest
- Jan, baron van Miossens en seneschalk van Béarn
- Peter, abt van Sainte-Croix, Bordeaux